# Cincinnobotrys felicis
Cincinnobotrys felicis là một loài thực vật có hoa trong họ Mua. Loài này được (A. Chev.) Jacq.-Fél. mô tả khoa học đầu tiên năm 1976.